# Eugenio Leal
Eugenio Leal Vargas (Carriches, 1954. május 13. –) spanyol válogatott labdarúgó.

## Pályafutása

### Klubcsapatban
Carrichesben született. Az Atlético Madrid utánpótláscsapaiban kezdte a pályafutását. Mikor már az első csapatban és a tartalékoknál is bemutatkozott, kölcsönadták a Sporting Gijón együttesének, ahol egy szezont töltött. Az 1973–74-es szezon végén visszatért a Vicente Calderónba. Kezdetben csatárként szerepelt, de az akkori edzője, Luis Aragonés kezdeményezésére visszakerült a középpályára.
A Real Madrid elleni 1979-es derbin súlyos térdsérülést szenvedett, melyből a későbbekben nem épült fel teljesen. Az Atléticót 1982-ben hagyta el, az utolsó két idényében mindössze 8 találkozón lépett pályára. 1983-ban a Sabadell együtteséhez szerződött, hogy segítsen kiharcolni bent maradást a másodosztályban, de végül ez nem jött össze és az idény végén, 29 évesen befejezte a pályafutását.

### A válogatottban
1977 és 1978 között 13 alkalommal szerepelt a spanyol válogatottban és 1 gólt szerzett. Részt vett az 1978-as világbajnokságon.

## Sikerei, díjai
Atlético Madrid
- Spanyol bajnok (2): 1972–73, 1976–77
- Spanyol kupa (1): 1975–76
- Interkontinentális kupa (1): 1974

## Külső hivatkozások
- Eugenio Leal adatlapja a National-Football-Teams.com oldalon (angolul)

- Eugenio Leal (angol nyelven). eu-football.info
- Eugenio Leal (angol, katalán, spanyol nyelven). BDFutbol.com